# Gare de Bessancourt
La gare de Bessancourt est une gare ferroviaire française de la ligne d'Ermont - Eaubonne à Valmondois, située sur le territoire de la commune de Bessancourt dans le département du Val-d'Oise.
C'est une gare SNCF desservie par les trains du réseau Transilien Paris-Nord (ligne H).

## Situation ferroviaire
Établie à 79 mètres d'altitude, la gare de Bessancourt est située au point kilométrique (PK) 22,087 de la ligne d'Ermont - Eaubonne à Valmondois, entre les gares de Taverny et de Frépillon.

## Histoire
La ligne Paris - Lille fut ouverte le 20 juin 1846 par la Compagnie des chemins de fer du Nord. Cette ligne passait alors par la vallée de Montmorency avant de bifurquer vers le Nord-Est à Saint-Ouen-l'Aumône et de suivre la vallée de l'Oise. L'itinéraire actuel plus direct, par la plaine de France et Chantilly, n'a été mis en service qu'en 1859, n'accordant plus dès lors qu'un rôle de desserte secondaire à cet ancien itinéraire. La jonction Ermont - Valmondois via Saint-Leu-la-Forêt est ouverte en 1876, d'abord à voie unique, puis est doublée en 1889.
Sur le réseau Nord, l'électrification arrive sur la ligne Paris - Lille via Creil le 9 décembre 1958 puis sur les lignes Paris - Bruxelles via Compiègne et Paris - Mitry - Crépy-en-Valois en 1963. 
La modernisation de l'itinéraire Paris-Nord - Pontoise est alors lancée avec pour but d'améliorer les performances de cette ligne dont la fréquentation est en hausse constante avec l'urbanisation croissante de la banlieue Nord et de faire disparaître les locomotives à vapeur 141 TC tractant les robustes mais spartiates voitures de type Nord à la fin de 1970. En avril/mai 1969, la traction électrique est en service sur Paris - Pontoise et Pontoise - Creil accompagnée de la signalisation par block automatique lumineux. Puis finalement, c'est au tour de l'antenne Ermont - Eaubonne – Valmondois en décembre 1970 d'être électrifiée.
Le nombre de voyageurs quotidiens se situait entre 500 et 2 500 en 2002.
En 2012, 1 120 voyageurs ont pris le train dans cette gare chaque jour ouvré de la semaine.

## Service des voyageurs

### Desserte
Bessancourt est desservie par les trains du réseau Transilien Paris-Nord (ligne H).

### Intermodalité
La gare est desservie par les lignes 30-18, 95-03A et 95-03B du réseau de bus Val Parisis et par la ligne 1353 du réseau de bus Haut Val-d'Oise.

## Patrimoine ferroviaire
Le bâtiment voyageurs correspond à un plan-type particulier de la Compagnie des chemins de fer du Nord, érigé sur la ligne d'Ermont - Eaubonne à Valmondois. Doté d'un corps de logis sous bâtière transversale et d'une aile basse de sept travées (quatre à l'origine), sa façade est en pierre de taille.

Installations et desserte de la gare
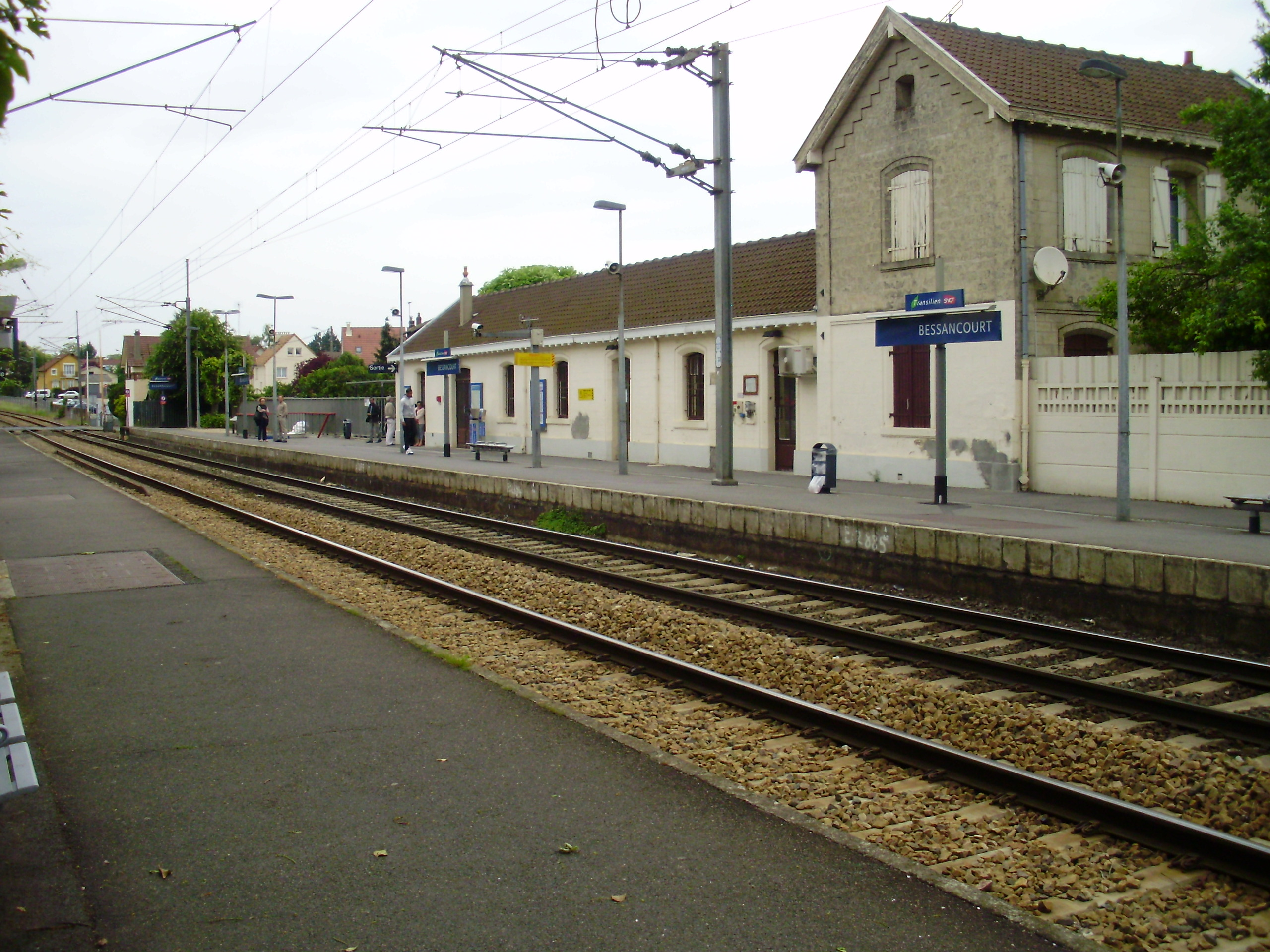
Le quai pour Paris vu depuis le quai pour Valmondois
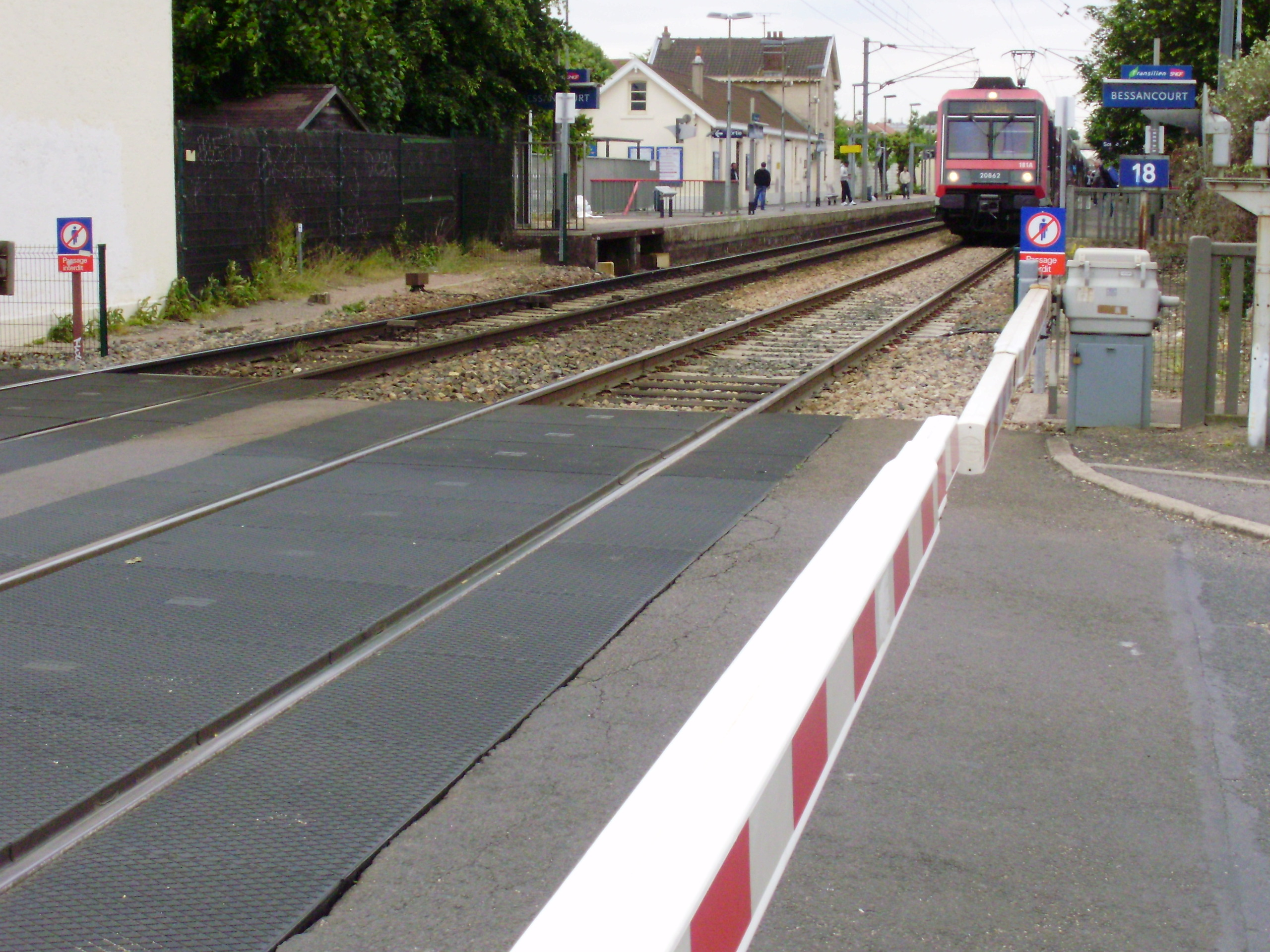
Arrivée d'un train venant de Paris
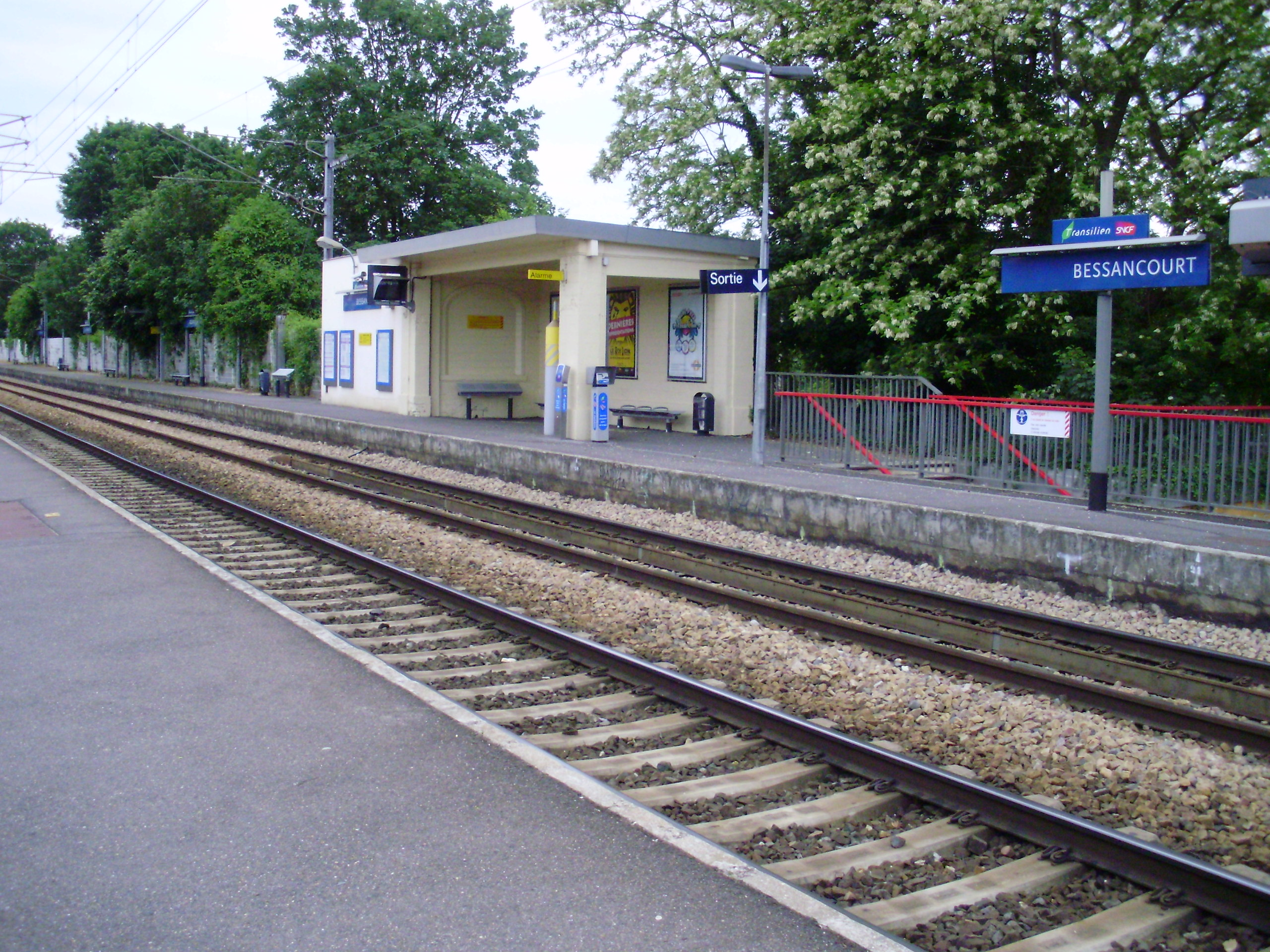
Abri sur le quai pour Valmondois